# カイツブリ
カイツブリ（鳰〈にお〉、鸊鷉〈へきてい〉、鸊鵜〈へきてい〉、学名：Tachybaptus ruficollis (Pallas, 1764)）は、カイツブリ目カイツブリ科カイツブリ属に分類される鳥類の1種。全長約26cmと、日本のカイツブリ科のなかではいちばん小さい。

## 分布
アフリカ大陸、ユーラシア大陸の中緯度以南、イギリス、インドネシア、ソロモン諸島、日本、パプアニューギニア、フィリピン、マダガスカルに生息。多くは留鳥であるが、北のものは生息場所の凍結を避け、南に移動する。
日本では、本州中部以南では留鳥として周年生息するが、北部や山地のものは冬に渡去することから、北海道や本州北部では夏季に飛来する夏鳥となる。

## 形態
全長は25-29cm。翼開長40-45cm。体重130-236g。尾羽は非常に短く、外観からはほぼ判別できない。翼の色彩は一様に黒褐色。嘴は短めでとがり、先端と嘴基部に淡黄色の斑がある。虹彩の色は、日本の亜種は淡黄色で、ヨーロッパの亜種は黒褐色。ガンカモ類と異なり外観上の雌雄差はない。
夏季には夏羽として頭部から後頸が黒褐色で、頬から側頸が赤褐色の羽毛で覆われる。体上面は暗褐色。また嘴の色彩が黒く、斑が明瞭。冬季には全体として淡色な冬羽となり、頭部から体部にかけての上面は暗褐色で、下面は淡褐色。頬から側頸も黄褐色の羽毛で覆われる。嘴の色彩は暗灰色で、斑が不明瞭。幼鳥は頭部や頸部に黒や白の斑紋が入り、嘴の色彩が赤い。
足は体の後部の尻あたりから生えており、歩くには非常にバランスが悪いが、足を櫂のように使って潜り泳ぐ。

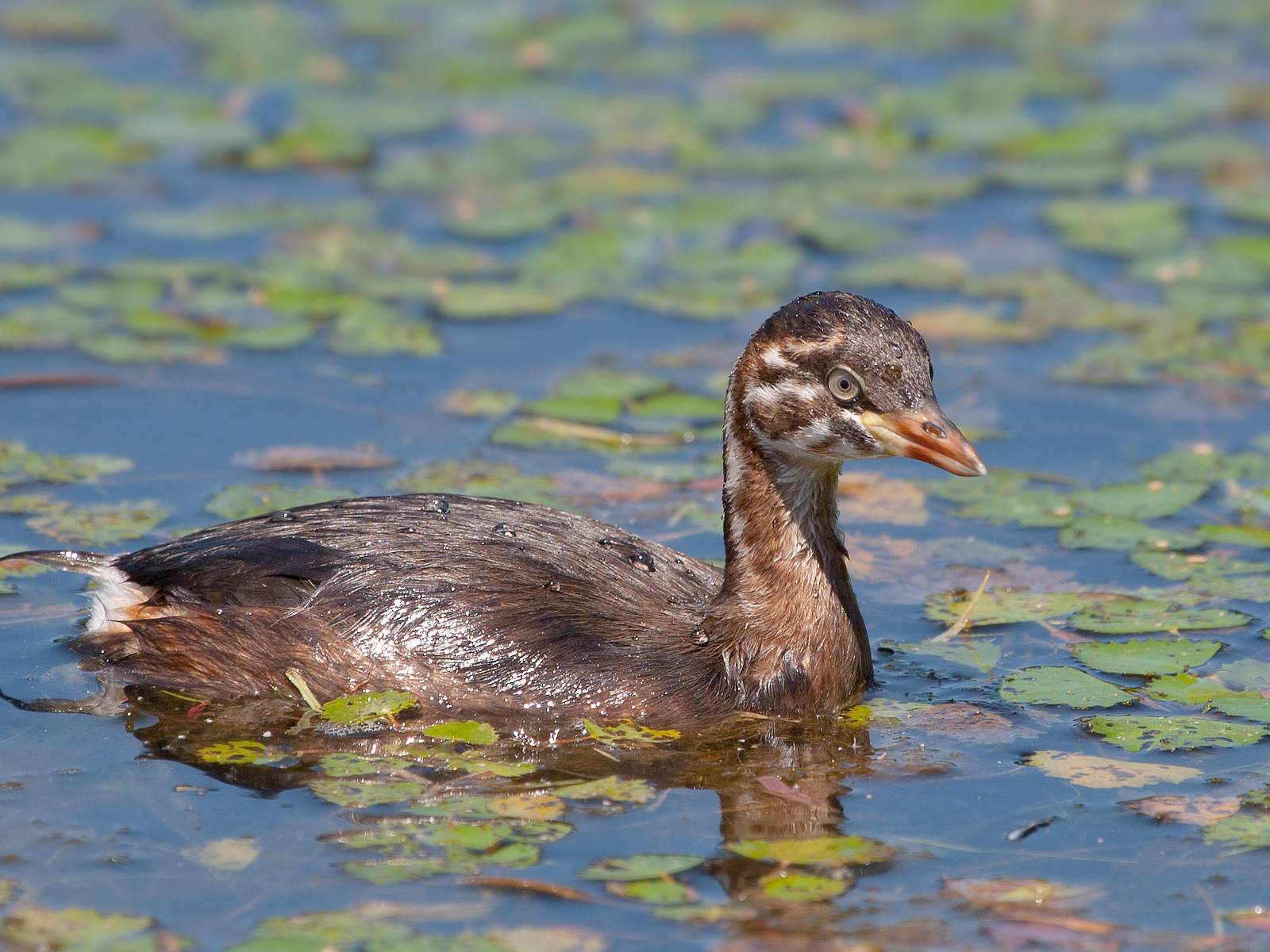
幼鳥
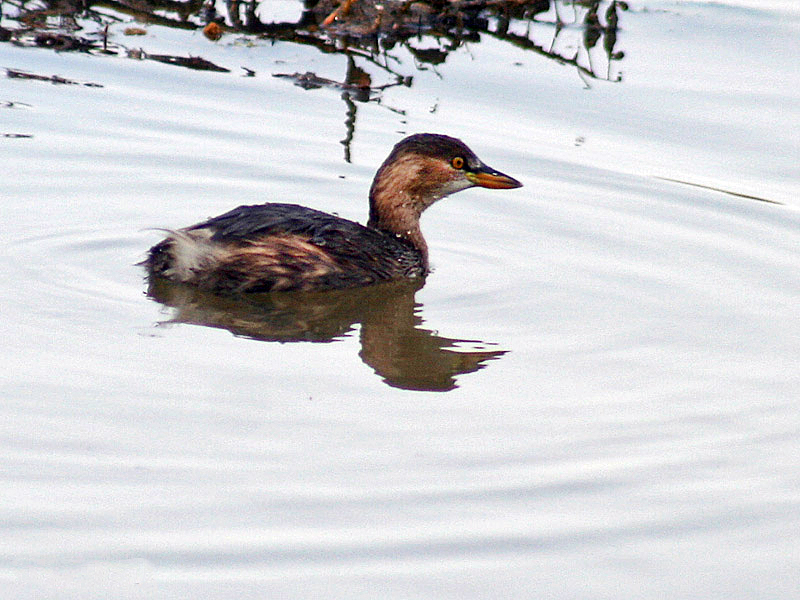
冬羽

## 生態
流れの緩やかな河川、湖沼、湿原などに生息し、まれに冬季や、渡りのときには海上で見られることもある。主に水上で生活して、ほとんど歩くことはない。川中の浅瀬を横断するために歩く姿が見られることもあるが、歩くのは非常に不安定のようである。足は歩くためではなく櫂の役割のためにあるとみられ、足が生えている位置もほかの水鳥とは違い尻付近から出ている。泳ぐ姿は上から見ると、カエルの後ろ脚のように使う。
食性は主に動物食で、魚類、昆虫、甲殻類、貝類などを食べる。巧みに潜水して獲物を捕食する。1回に平均15秒前後（状態により数秒から30秒）潜水し、およそ秒速2ｍで泳ぐとされるが、最高で水深2メートルまでと深くは潜らない。
繁殖は一年に複数回、淡水域で行い、その間は縄張りを形成する。巣作りから抱卵・子育てまで、雌雄が同等に分担する。
水辺近くの水生植物や杭などに水生植物の葉や茎を組み合わせた逆円錐状の巣を雌雄で作り、4-12月に1回に4-6個の卵を年に1-3回に分けて産む（日本では主に4-7月繁殖）。雌雄交代で抱卵し、抱卵期間は20-25日。卵は白いが次第に汚れて褐色になり、親鳥が巣を離れる際には卵を巣材で隠す。

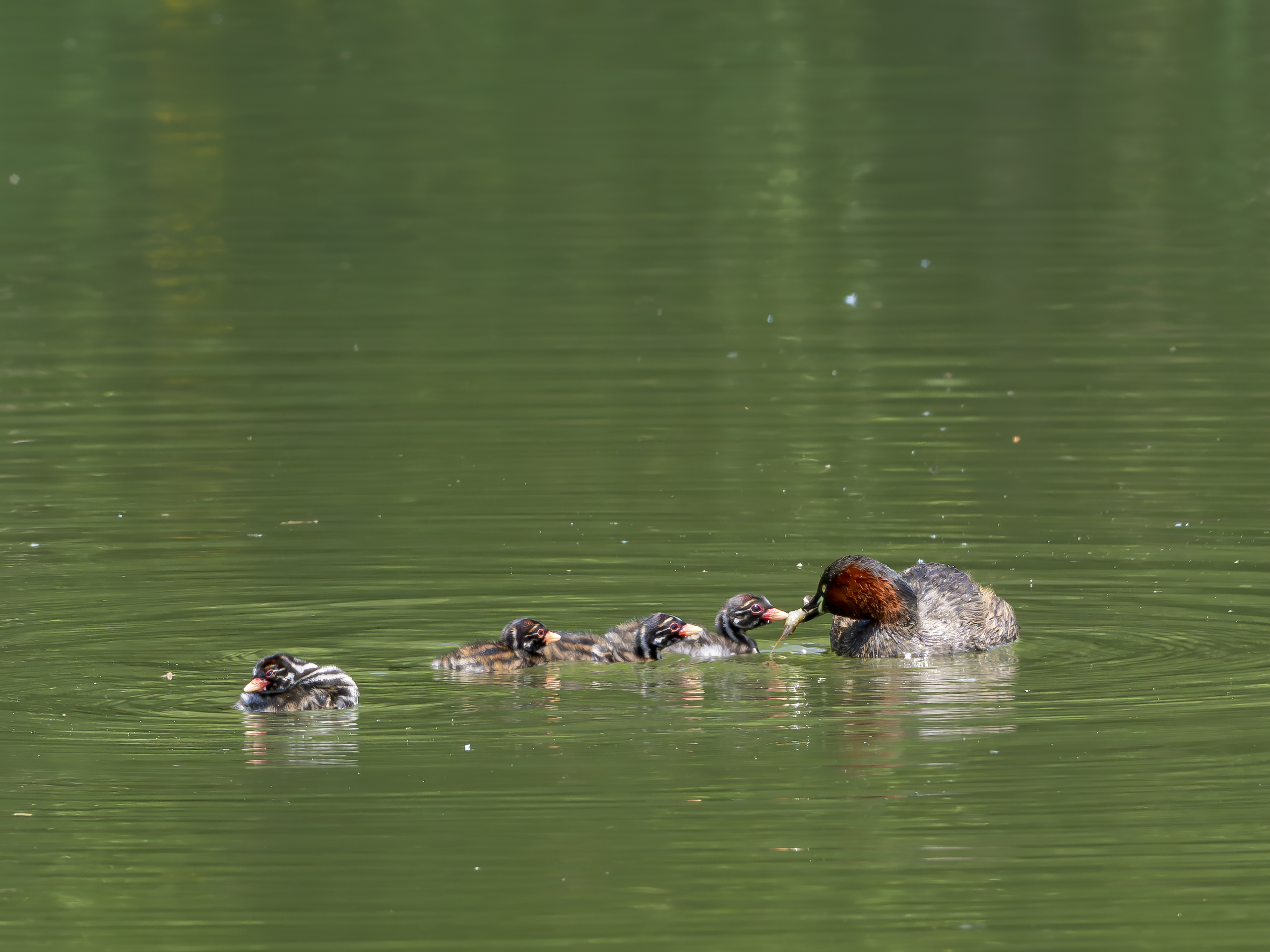
カイツブリの親子

雛は早成性ですぐに泳げ、孵化後約1週間で巣から出るようになるが、小さいうちは親鳥の背中に潜り込もうとする。雌雄ともヒナを背に乗せて保温や外敵からの保護を行い、そのまま潜水することもある。
雛は自分で採餌できるようになるまで親鳥より餌の捕えかたを教えられ、その後追われるようにして独立を促されて、およそ60-70日で巣立つ。雛は生後1年で性成熟する。

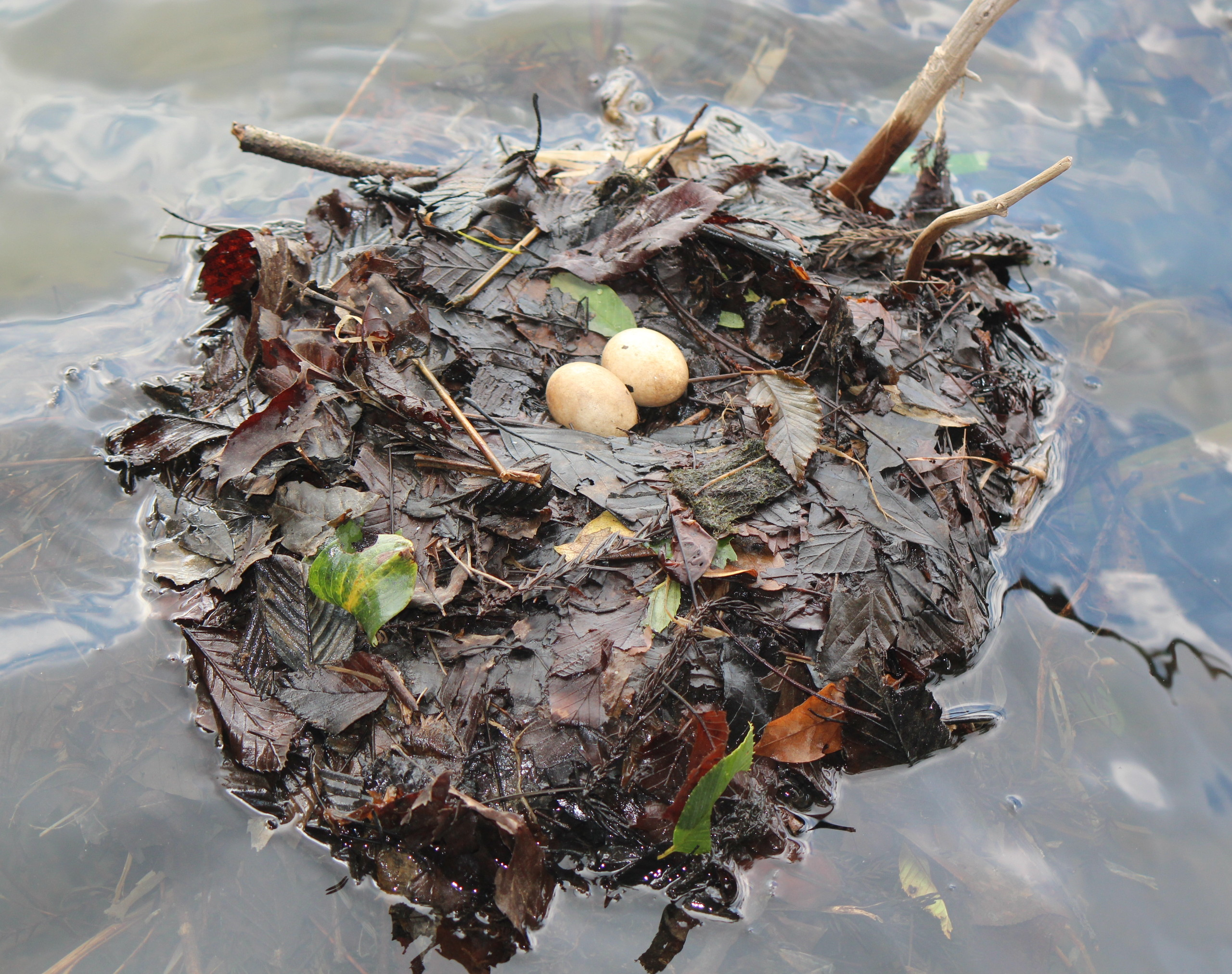
池畔に作られた巣と卵
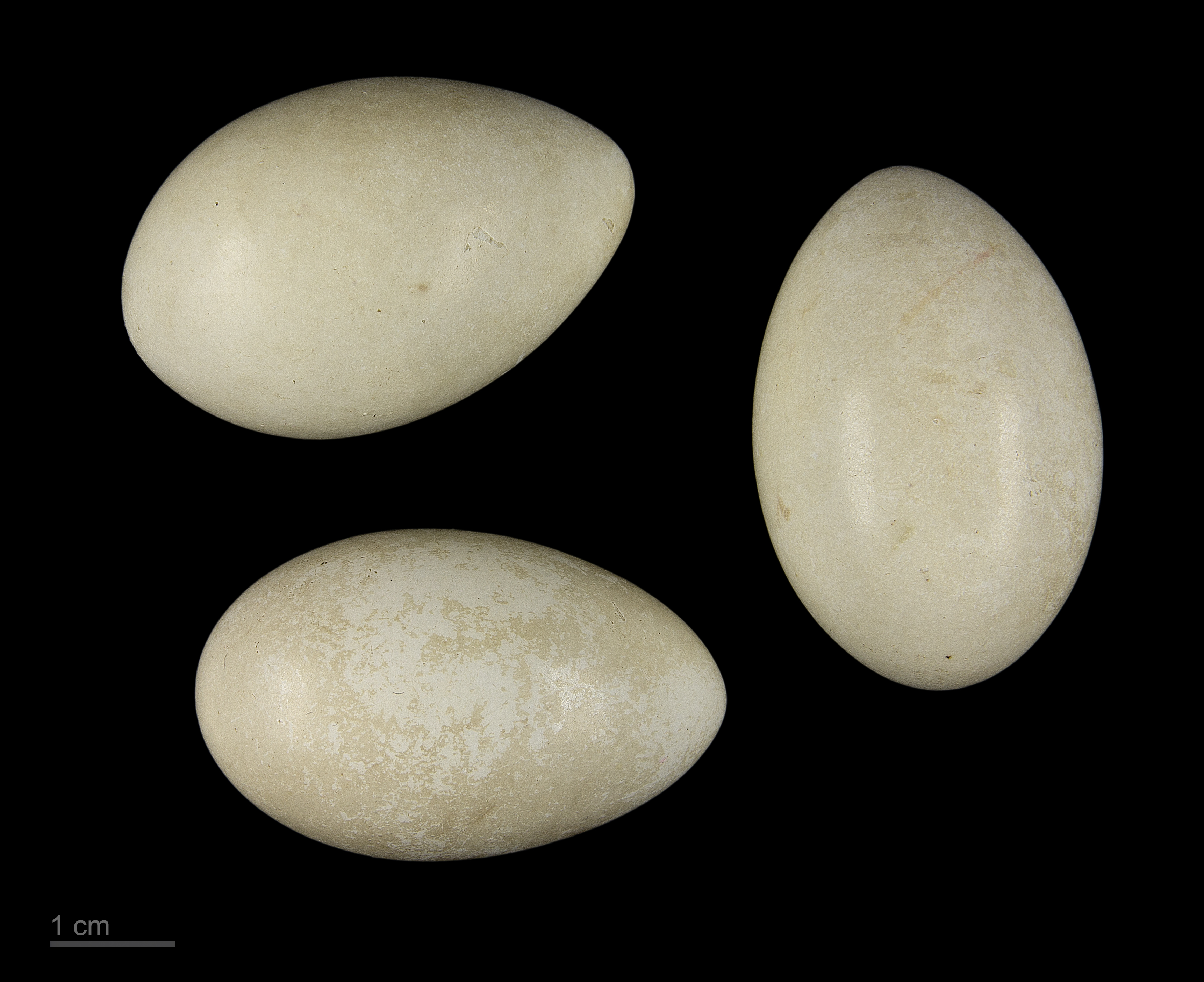
卵
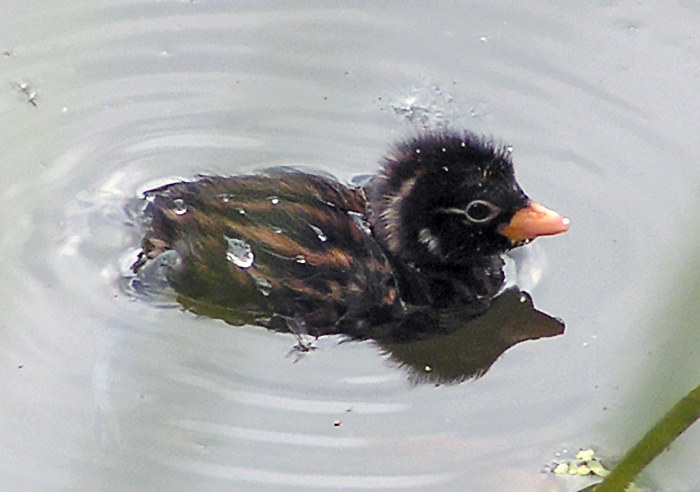
雛（ひな）。泳げるが、親鳥の背にもよく乗る。
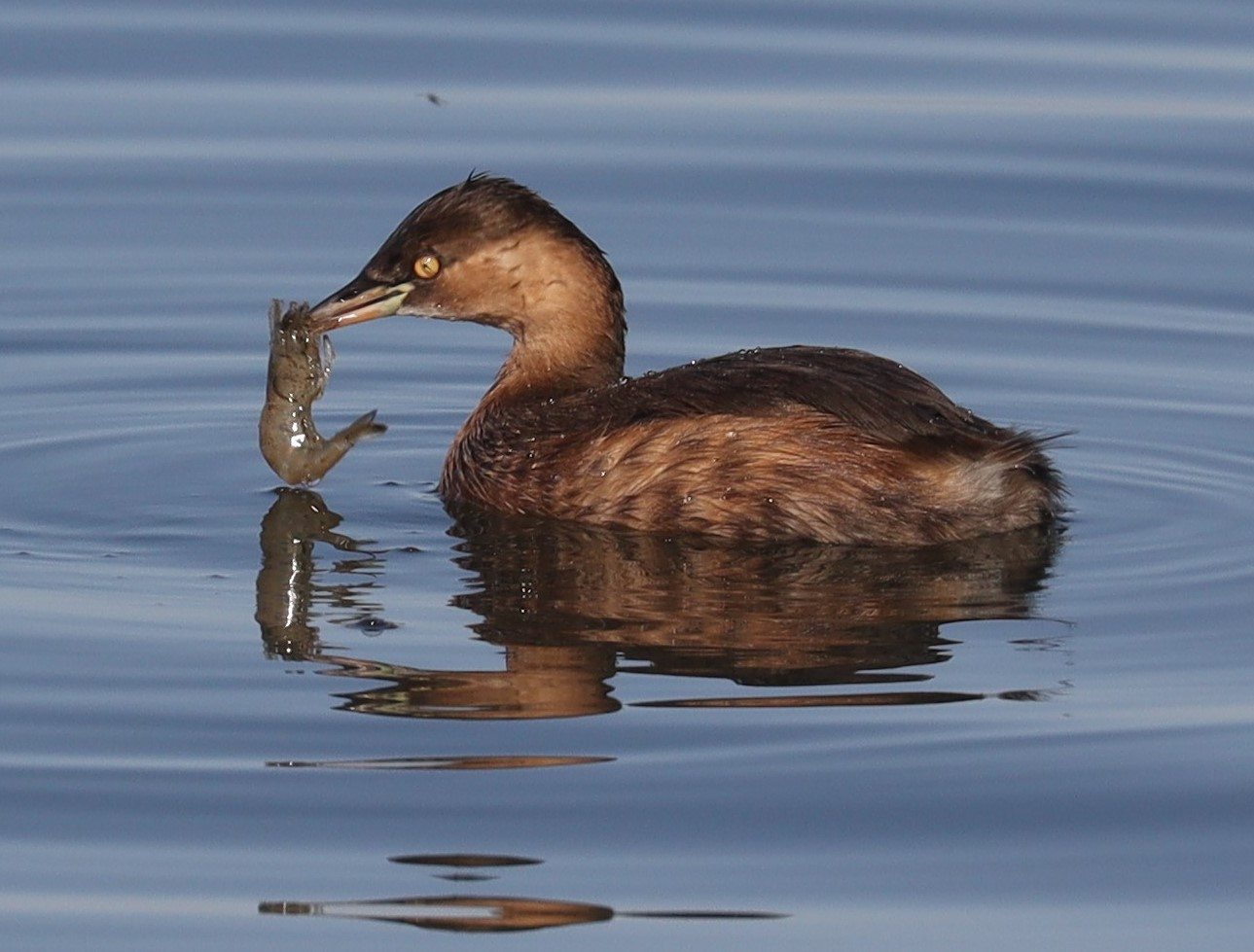
水中に潜りエビを捕食するカイツブリ
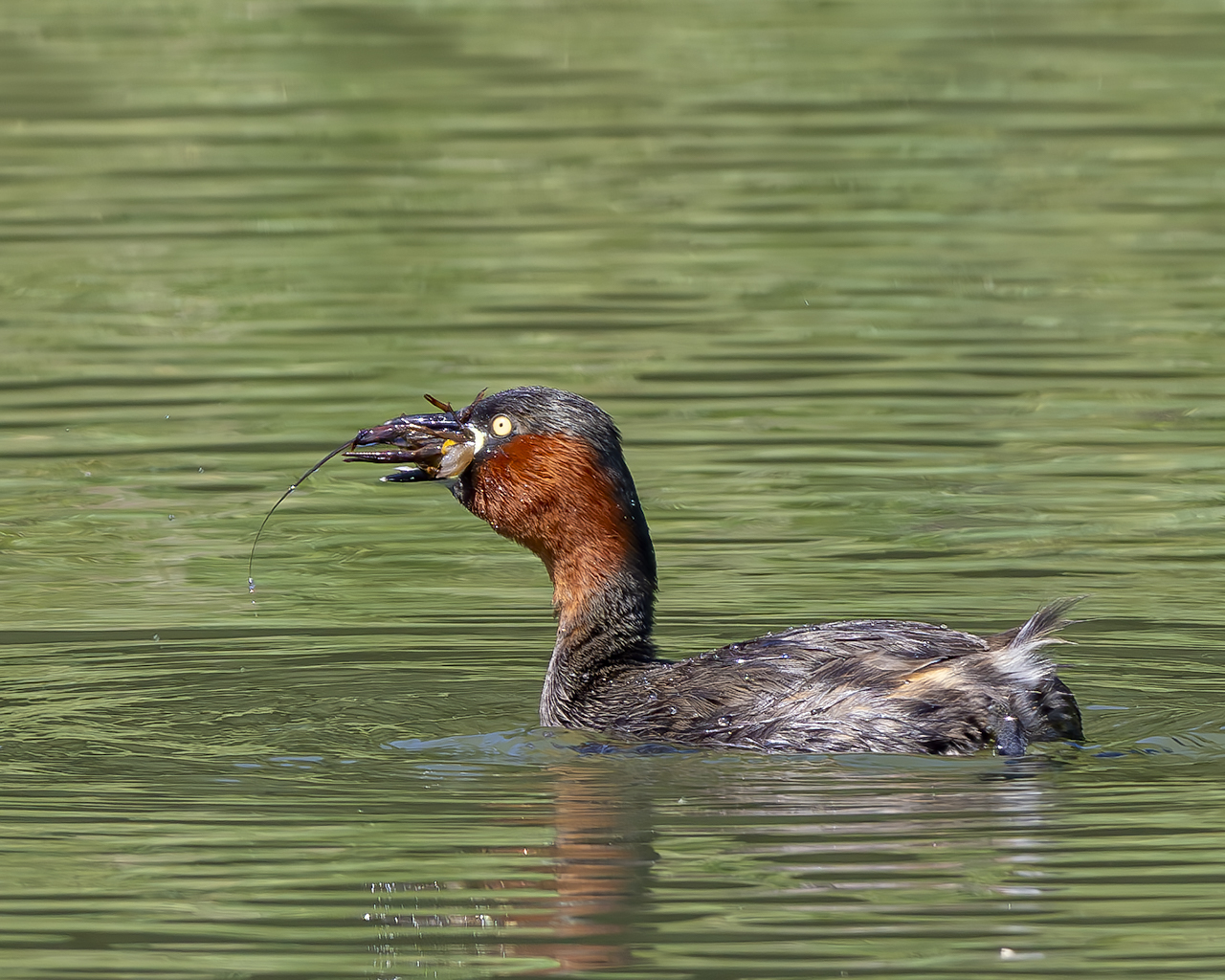
アメリカザリガニを捕食するカイツブリ

冬季には20-30羽からなる群れを形成することもある。あまり飛ばないが、飛翔の時には水面を蹴り助走した後、通常低く飛ぶ。
鳴き声は、キリッキリッ、キリリリと鋭く鳴き、繁殖期には雌雄が鳴き交わす。警戒時にはピッと強く短い声を発する。

## 和名の由来
標準和名「カイツブリ」は、水を「掻いて潜る（掻きつ潜りつ）」が転じたか、「カイ」は、たちまちの意で、潜る時の水音が「ツブリ」に転じたとする説が有力。さらに瓢箪のような体の形などから「櫂（かひ）と瓢（つぶる）」との説や、繰り返し頭から潜る「掻き頭潜（つぶ）り」などの説もある。この「かいつぶり」の和名は室町時代以降みられるになった。古名の「ニオ（にほ）」は水に入る鳥が転じたのが由来。奈良時代には「にほどり」「みほとり」と称されていた。漢字「鳰」も「水に入る鳥」を意味する会意字。和製漢字である。

## 人間との関係
琵琶湖は古くから本種およびカイツブリ目の構成種が多かったことから、「鳰海（にほのうみ）」の別名がある。これは水鳥が集まる湖の意味で、その由縁から、カイツブリは滋賀県の県鳥に制定されている。また、埼玉県三郷市の鳥になっており、市のマスコットキャラクターの「かいちゃん」と「つぶちゃん」はカイツブリをモチーフとしている。
長く水中に潜っている意から、万葉集では息長川（現天野川 (滋賀県)）の枕詞として登場する。
本種の脂肪は、刀のさび止めに使われた。
井の頭自然文化園では水生物館の行動展示で繁殖に成功し、2010年に日本動物園水族館協会の平成22年度繁殖賞（親鳥が育てたので自然繁殖部門）を受賞した。さらに2013年度のかいぼり後は井の頭池で繁殖が急増、人を恐れず来園者の目前で子育てし関心を集めている。

## 捕食者との関係
オオクチバス（通称ブラックバス）は獰猛で、本種の雛も餌となりうる。オオクチバスが確認されて本種が繁殖しなくなった池でオオクチバスを駆除すると、本種が再び繁殖するようになったことが報告されている。

## 亜種
10亜種に分かれるとされる。
日本には、亜種カイツブリ (T. r. poggei) と、南大東島の亜種ダイトウカイツブリ (T. r. kunikyonis) が生息する。
- T. r. ruficollis (Pallas, 1764) - 基亜種。ヨーロッパからウラル山脈（ロシア）、アフリカ北西部。[11]
- T. r. iraquensis (Ticehurst, 1923) - イラク、イラン南西部。[11]
- T. r. capensis (Salvadori, 1884) - コーカサスからミャンマー、スリランカ、サハラ（アフリカ）以南、マダガスカル。[11]
- T. r. poggei (Reichenow, 1902) - 亜種カイツブリ。東南アジアからアジア北東部、ハイナン島、朝鮮半島、台湾、日本、千島列島。[11][12]
- T. r. kunikyonis (Kuroda, 1921) - 亜種ダイトウカイツブリ。南大東島。[12]
- T. r. philippensis (Bonnaterre, 1791) - フィリピン諸島北部。[11]
- T. r. cotobato (Rand, 1948) - ミンダナオ島（フィリピン）。[11]
- T. r. tricolor (G.R. Gray, 1861) - スラウェシ島からニューギニア島、小スンダ列島。[11]
- T. r. vulcanorum - ジャワ島からティモール島。[11]
- T. r. collaris (Mayr, 1945) - ニューギニア北東部からブーゲンビル島（ソロモン諸島）。[11]

## 保全状況評価
国際自然保護連合（IUCN）により、レッドリストの軽度懸念（LC）の指定を受けている。
日本の以下の都道府県でレッドリストの指定を受けている。
- 要保護生物（C） - 千葉県（環境省の絶滅危惧II類相当）[14]
- 準絶滅危惧 - 東京都、岐阜県[15]、京都府[16]、山口県[17]、沖縄県[18]
- Cランク - 兵庫県（環境省の準絶滅危惧相当）
- 希少種 - 滋賀県（環境省の準絶滅危惧相当）